# 撒母耳
撒母耳（希伯來語：שְׁמוּאֵל，羅馬化：Samuel，Shmu'el；阿拉伯語： Ṣamuil，羅馬化：Samouēl）天主教譯為撒慕爾，他介乎以色列的士師時代與君王時代之間，是以色列人進入君王時期前最後一位掌權的士師。他是拯救以色列脫離士師時代的危難絕望，轉入君主政制的平安興盛時代的民族英雄；他也是膏立以色列王（掃羅和大衛）的申言者。

## 幼年時期
撒母耳的名字意思是“被神垂聽”。撒母耳的母親哈拿，她曾祈求一個兒子，並且許願說，若禱告蒙神應允，她必定將兒子奉獻給神。為此，當撒母耳斷奶后，神便將他带到聖殿中學習（《撒母耳記上》第1章第10节至第28节参）。

## 成年時期
成年後的撒母耳集申言者（先知）、祭司（司祭）與士道師（民長）等三種職份於一身，代表以色列百姓向神獻燔祭，每年巡行各處，并在伯特利、吉甲（Gilgal）、米斯巴（Mizpah）、拉瑪（Ramah）等處審判以色列人（《撒母耳記上》第7章第16节至第17节参）。在撒母耳带领之下，得有下列兩项结果：
- 百姓一心歸神：以色列百姓聽從撒母耳的話，除诸巴力和亞斯她錄等外邦的神，全家都傾向耶和華，專心歸向祂，並單單的事奉祂（《撒母耳記上》第7章第3节至第4节参）。
- 制仇敵收失土：神幫助以色列百姓，制伏来犯的非利士人，並使其不敢入以色列人的境内；進而攻打非利士人，将以前失去的城邑，從以革倫（Ekron），到加特（Gath），及這些城的四境，一一收回。

## 老年時期
撒母耳年紀老邁時，立他兩個兒子约珥和亚比亚作以色列士師，但他的兒子不敬畏神，并貪圖財利，收受賄賂屈枉正直，致以色列的長老聚集要求立王治理他們（《撒母耳記上》第8章第12节至第2节参）。後來在神引领下，於拉瑪膏立掃羅為以色列的第一位王，後於伯利恒膏立大衛接續掃羅為王（16:3）。
撒母耳一生為神盡忠，此可由第十二章中向百姓之自白中看出；聖經人物中，晚節不保的大有人在，而撒母耳不但一生清白，且活到老做到老，略述如下：
- 培養一班申言者：接棒無人向来是一個團體裡的致命伤，撒母耳不只訓練一位申言者，而是一班申言者，使在宗教上的神人關係得明示曉諭基督教義和聖約以绵延不絕（19:20）。
- 不斷為百姓禱告：為别人代禱或许很平常，但要持續不斷，自幼到老，並不容易。撒母耳先知對百姓持久地愛與關心，不由令人感佩（12:23）。
- 兩次責備掃羅：上了年纪的人，多是不問世事，且不愿惹麻烦，但撒母耳的职责并不因年纪老邁而旷废，也不因對方是眾人之上的王而爭靜默不语。撒母耳在該說話的時候，從没有避諱不言。

| 撒母耳 利未支派 | 撒母耳 利未支派 | 撒母耳 利未支派      |
| --------------- | --------------- | -------------------- |
| 前任者： 以利   | 以色列士師      | 掃羅獲膏立為以色列王 |